# فرانک کومبز (بازیکن فوتبال)
فرانک کومبز (انگلیسی: Frank Coombs; ۲۴ آوریل ۱۹۲۵ – آوریل ۱۹۹۸ (۷۳ ساله)) بازیکن فوتبال اهل بریتانیا بود.
از باشگاه‌هایی که در آن بازی کرده‌است می‌توان به باشگاه فوتبال دارتفورد، باشگاه فوتبال کولچستر یونایتد، باشگاه فوتبال ساوتند یونایتد، باشگاه فوتبال ابسفلیت یونایتد، و باشگاه فوتبال بریستول سیتی اشاره کرد.